# Băsăști, Bacău
Băsăști este un sat în comuna Pârjol din județul Bacău, Moldova, România.